# Számítógépes társadalomtudomány
A számítógépes társadalomtudomány egy olyan interdiszciplináris akadémiai ágazat, amely a társadalomtudományok számítástechnikai megközelítéseivel foglalkozik. Ez azt jelenti, hogy a számítógépeket társadalmi jelenségek modellezésére, szimulálására és elemzésére használják a kutatók. Alkalmazási területei többek között a számítási szociológia, számítógépes médiaelemzés, nonprofit tanulmányok. A társadalmi és viselkedési kapcsolatok, illetve interakciók vizsgálatára összpontosít adattudományi megközelítések (például gépi tanulás vagy természetesnyelv-feldolgozás), hálózatelemzés, társadalmi szimuláció és interaktív rendszereket használó tanulmányok segítségével.

## Definíciók
Két terminológia kapcsolódik egymáshoz: társadalomtudományi számítástechnika (SSC) és számítógépes társadalomtudomány (CSS). A szakirodalomban a CSS-t a társadalomtudomány azon területeként említik, amely számítástechnikai megközelítéseket alkalmaz a társadalmi jelenségek tanulmányozása során. Másrészt az SSC az a terület, ahol számítási módszertanokat hoznak létre, hogy segítsenek a társadalmi jelenségek magyarázatában.
A számítástechnikai társadalomtudomány forradalmasítja a tudományos módszer mindkét alapvető oldalát: az empirikus kutatást, különösen a Big data segítségével, a közösségi online tevékenységek által hátrahagyott digitális lábnyom elemzésével és a tudományos elmélet, különösen a számítógépes szimulációs modellépítés révén a társadalmi szimuláció segítségével. Ez a társadalmi felmérés multidiszciplináris és integrált megközelítése, amely a fejlett információs technológia segítségével történő információfeldolgozásra összpontosít. A számítási feladatok közé tartozik többek között a közösségi hálózatok, a társadalomföldrajzi rendszerek, a közösségi média tartalmak és a hagyományos médiatartalmak elemzése.
A számítástechnikai társadalomtudományi munka egyre inkább a nagy adatbázisok jobb elérhetőségére támaszkodik, amelyeket jelenleg számos interdiszciplináris projekt hoz létre és tart fenn, beleértve:
- A Seshat: Global History Databank, amely szisztematikusan gyűjti a legmodernebb beszámolókat a lakosság csoportjainak politikai és társadalmi szerveződéséről, valamint arról, hogy a társadalmak hogyan fejlődtek az idők során hiteles adatbankká.[5] A Seshat az Evolution Institute-hoz is kapcsolódik, egy nonprofit agytröszthöz, amely "az evolúciós tudományt használja a való világ problémáinak megoldására".
- D-PLACE : Helyek, nyelvek, kultúra és környezet adatbázisa, amely több mint 1400 emberi társadalmi formációról szolgáltat adatokat[6]
- The Atlas of Cultural Evolution, egy régészeti adatbázis, amelyet Peter N. Peregrine hozott létre[7][8]
- CHIA: The Collaborative Information for Historical Analysis, a Pittsburghi Egyetem által szervezett multidiszciplináris együttműködési törekvés, amelynek célja történelmi információk archiválása és adatok, valamint tudományos/kutatóintézetek összekapcsolása a világon[9]
- Nemzetközi Társadalomtörténeti Intézet, amely a munkaviszonyok, a munkavállalók és a munka globális társadalomtörténetéről gyűjt adatokat [10]
- Human Relations Area Files eHRAF Archaeology[11]
- Human Relations Area Files eHRAF World Cultures[12]
- A Clio-Infra a gazdasági teljesítmény és a társadalmi jólét egyéb szempontjainak mérőszámait tartalmazó adatbázis a társadalmak globális mintáján 1800-tól napjainkig
- A Google Ngram Viewer, egy online kereső, amely a vesszővel tagolt keresési karakterláncok gyakoriságát térképezi fel az n-grammok éves számának felhasználásával, amint az a legnagyobb online emberi tudásanyagban, a Google Books korpuszban található.
- A Linguistic Data Consortium, egyetemek, vállalatok és kormányzati kutatólaboratóriumok nyílt konzorciuma, amelynek a Pennsylvaniai Egyetem ad otthont. Beszéd- és szövegadatbázisokat, lexikonokat és egyéb forrásokat hoz létre, gyűjt és terjeszt nyelvészeti kutatási és fejlesztési célokra.

2017-ben úttörő volt a nagy mennyiségű történelmi újság és könyvtartalom szövegeinek elemzése, míg más, hasonló adatokkal kapcsolatos tanulmányok megmutatták, hogyan lehet automatikusan felfedezni bizonyos struktúrákat a történelmi újságokban. Hasonló elemzést végeztek a közösségi médiában is, ismét erősen periodikus struktúrákat tárva fel.

## Megközelítések
Interdiszciplináris területként a tudósok számos különböző területről érkeznek. Azonban minden esetben közös pont, hogy a területnek integrálnia kell a tudást a hagyományos tudományos határokon át. Nelimarkka azonban öt különböző archetipikus megközelítést javasol a számítógépes társadalomtudománynak:
- Az adatvezérelt megközelítés a számítástechnikai társadalomtudományt az új típusú adatforrásokhoz való hozzáférés révén érzékeli, beleértve a közösségi médiából vagy okostelefonokról származó adatokat.
- A módszer-vezérelt megközelítés a számítástechnikai társadalomtudomány központi területeként az új módszereket és a módszertani szigorúságot hangsúlyozza.
- A modell-vezérelt megközelítés a modellépítésre és az olyan univerzális törvények megtalálására összpontosít, amelyek az emberi viselkedést szabályozzák a társadalmakban, például a társadalmi szimulációk vagy a társadalomfizika.
- Digitális társadalom-központú megközelítés, ahol a számítástechnikai társadalomtudósok az algoritmikus társadalomban felmerülő problémákat, például az algoritmikus torzítást igyekeznek kezelni.
- Társadalomelméleti perspektíva, ahol a számítási módszerek célja a társadalomelmélet továbbfejlesztése, azaz segít megtalálni a bizonyítékokat a jelenlegi elméletekhez, vagy alternatív konceptualizációkat javasolni társadalmunk kibontására.

Összességében a számítástechnikai társadalomtudomány sokszínű akadémiai vállalkozás. Vannak tudományos munkák, különösen az informatikából, amelyek úgy tűnik, hogy összetartják a tudományágat, de ezen túlmenően vannak sokszínűbb közösségek.

## Akadémiai publikációs oldalak
Számítástechnikai társadalomtudományi cikkek jelennek meg számos folyóiratban, mint például a New Media &amp; Society, a Social Science Computer Review, a PNAS, a Political Communication, az EPJ Data Science, a PLOS One, a Sociological Methods &amp; Research és a Science.
Vannak azonban olyan helyszínek, amelyek csak a számítástechnikai társadalomtudományokra összpontosítanak:
- Nemzetközi Számítástechnikai Társadalomtudományi Konferencia IC2S2
- Journal of Computational Social Science
- Springer könyvsorozat a számítástechnikai társadalomtudományról

## Lásd még
- Számítógépes megismerés
- Számítási politika
- Számítási szociológia
- Digitális bölcsészettudomány
- Digitális szociológia
- Online tartalomelemzés
- Prediktív elemzés
- Társadalmi informatika
- Közösségi web
  - Közösségi hálózat elemzése